# Trades
Trades era una comuna francesa situada en el departamento del Ródano, de la región de Auvernia-Ródano-Alpes, que el 1 de enero de 2019 pasó a ser una comuna delegada de la comuna nueva de Deux-Grosnes.

## Geografía
Trades está situada en el norte del departamento, en la región de Beaujolais, a 37 km al noroeste de Villefranche-sur-Saône.

## Demografía
| 133 | 140 | 115 | 102 | 102 | 101 | 115 | 115 |
| Para los censos de 1962 a 1999 la población legal corresponde a la población sin duplicidades (Fuente: INSEE [Consultar]) |     |     |     |     |     |     |     |